# Người đàn ông tuyệt vời (phim truyền hình)
Người đàn ông tuyệt vời là phim thành thị cảm xúc sản xuất bởi Ninh Manh ảnh nghiệp, Công ty điện ảnh và truyền hình Thiểm Tây Văn Đầu Nghệ Đạt, Lạc Thị thị tần và Công ty văn hóa Trường Giang Bắc Kinh. Đạo diễn bởi Trương Hiểu Ba, do Tôn Hồng Lôi, Giang Sơ Ảnh, Vương Diệu Khánh, Xa Hiểu diễn chính, Trương Nghệ Hưng và Quan Hiểu Đồng đặc biệt diễn xuất, Vạn Thiến, Đổng Dũng, Phùng Gia Di vai khách mời .

## Nội dung
Lục Viễn làm việc chăm chỉ ở Mỹ để trở thành một đầu bếp Michelin 3 sao. Với nhiều người, anh ta là hiện thân của Quỷ, liều lĩnh và tục tĩu. Nhưng khi nói đến người anh ta yêu, anh ta là một "Người đàn ông tốt" hoàn toàn khác, người chung thủy, tử tế và trung thực. Sau một tai nạn xe hơi ác mộng cướp đi người bạn của mình, anh ta trở về nhà với những tàn tích.

## Diễn viên
| Diễn viên        | Vai            | Miêu tả |
| Tôn Hồng Lôi     | Lục Viễn       | Cha đở đầu của Bành Giai Hòa，Sư phụ của Thái Minh Tuấn (Tiểu Thái)，Bạn trai củ của Cam Kính， bênh nhân của Từ Lệ，bạn thân của Giang Hạo Khôn, Bành Hải, con trai đở đàu của bà Bành |
| Giang Sơ Ảnh     | Giang Lai      | Em gái của Giang Hạo Khôn, thích Lục Viễn |
| Vương Diệu Khánh | Giang Hạo Khôn | Bạn thân của Lục Viễn, chồng của Cam Kính, anh trai của Giang Lai |
| Xa Hiểu          | Cam Kính       | Vợ của Giang Hạo Khôn, bạn gái cũ của Lục Viễn, chị dâu của Giang Lai, bạn thân của Từ Lệ                                                                                               |
| Quan Hiểu Đồng   | Bành Giai Hòa  | Con gái Bành Hải，con gái không cùng huyết thống của Lục Viễn，Bạn gái của Tiểu Thái, cháu gái của bà Bành                                                                              |
| Đổng Dũng        | Bành Hải       | Cha của Bành Giai Hòa，bạn thân của Lục Viễn và Cam Kính，con trai bà Bành |
| Trương Nghệ Hưng | Thái Minh Tuấn | Tiểu Thái，Bạn trai Bành Giai Hòa，đồ đệ của Lục Viễn |
| Lý Văn Linh      | Bà Bành        | Mẹ Bành Hải，Bà của Bành Giai Hòa，Mẹ không cùng huyết thống của Lục Viễn |
| Vạn Thiến        | Từ Lệ          | Bạn thân của Cam Kính，Bác sĩ tâm lý cho Lục Viễn, thích Lục Viễn |

## Hậu trường
Khi Tôn Hồng Lôi quay cảnh mở Rượu Vang, để thể hiện tốt hơn, thì quá muộn để lau nước bắn lên trên cơ thể, sau đó đi xem phát lại.
Giang Sở Ảnh quay cảnh khóc cả ngày.
Người đàn ông tuyệt vời là bộ phim truyền hình đầu tiên của Trương Nghệ Hưng.
Người đàn ông tuyệt vời là sự hợp tác thứ hai giữa Quan Hiểu Đồng và Tôn Hồng Lôi.
Trong quá trình hoàn tất cảnh quay ở Ý, Trương Nghệ Hưng khăng khăng đòi quay dù bị sốt nhẹ để không bị chậm tiến trình.
Kịch bản được viết cách thời điểm quay hơn hai năm với hơn 300.000 từ.

## Sản xuất

### Đội hình chính
Người đàn ông tuyệt vời biên kịch bởi Lý Tiêu, Trương Anh Cơ, Vu Miểu. Biên kịch Lý Tiêu từng xem quan điểm của một tạp chí, trong con mắt của phụ nữ Trung Quốc, nghề nghiệp hấp dẫn họ nhất là đầu bếp. Việc viết kịch bản phim đặc biệt là muốn viết một câu chuyện phản truyền thống và đầy thử thách, do đó, việc phác thảo kịch bản của Người đàn ông tuyệt vời bước đầu được hình thành

### Đạo cụ chuyên nghiệp
Yêu cầu chuyên nghiệp của đội ngũ đầu bếp rất cao: từ dao đến quần áo của đầu bếp được thiết kế theo yêu cầu cao, tất cả các quy tắc của nhà bếp, từ bồn rửa chén, bánh mì, khoảng cách lò, đến chi tiết nhỏ như vật liệu của nồi đồng, được dựng hoàn toàn theo tỷ lệ 1: 1 để phục vụ 100 người ăn theo tiêu chuẩn nhà hàng của Michelin.

### Đầu tư
Bộ phim được đầu tư vào thiết bị, phong cách quay và sản xuất, được quay theo phong cách thành thị kiểu mới và phong phú. Không chỉ có ống kính camera quay toàn cảnh mà còn bổ sung hai flycam. Khung phim không chỉ quay các địa danh của Bến Thượng Hải mà còn quay các câu lạc bộ tư nhân như tầng trên cùng số 18 Bến Thượng Hải và Tập đoàn Banyan Tree. Hậu kỳ thêm hơn 100 hiệu ứng đặc biệt.

### Quá trình quay
Ngày 19 tháng 8 năm 2015, phim tổ chức một cuộc họp báo ở Bắc Kinh, công bố sự ra mắt chính thức của dự án. Ngày 20 tháng 9 cùng năm, phim được quay tại Thượng Hải. Sau 136 ngày quay, phim hoàn tất mọi cảnh quay tại Ý vào ngày 2 tháng 2 năm 2016.

## Nhạc phim
| Album nhạc phim | Album nhạc phim                   | Album nhạc phim | Album nhạc phim | Album nhạc phim |
| STT             | Nhan đề                           | Sáng tác        | Trình bày       | Thời lượng      |
| --------------- | --------------------------------- | --------------- | --------------- | --------------- |
| 1.              | "Mr. Right" (Nhạc đầu phim)       | Khả Khả         |                 | 2:03            |
| 2.              | "Đường Xa (路远)" (Nhạc kết phim) | Thái Khoa Tuấn  | Trương Lỗi      | 5:24            |
| 3.              | "Yêu là định mệnh (忘了她)"       | Tiết Phong      | Perhat Khaliq   | 5:00            |
| 4.              | "Tốt thôi (好好的)"               | Tiết Phong      | Ceng Di         | 4:24            |
| 5.              | "Song About Love"                 | Lý Ngọc Tỷ      | Lý Ngọc Tỷ      | 4:11            |
| 6.              | "Grow"                            | Lý Ngọc Tỷ      | Li Yuxi         | 4:36            |

## Lịch phát sóng
| Kênh                                     | Quốc gia                                           | Ngày                                      | Thời gian                                              | Ghi chú                                 |
| ---------------------------------------- | -------------------------------------------------- | ----------------------------------------- | ------------------------------------------------------ | --------------------------------------- |
| Giang Tô TV Chiết Giang TV               | Trung Quốc                                         | 31 tháng 5 năm 2016                       | Hàng ngày 19:30-21:15                                  |                                         |
| Kênh Vệ thị Trung văn                    | Hồng Kông · Singapore · Malaysia · Canada · Hoa Kỳ | 31 tháng 5 năm 2016                       |                                                        | Truyền hình trả tiền, Phiên bản quốc tế |
| KTSF TV 26                               | Hoa Kỳ                                             | 25 tháng 7 năm 2016                       | Hàng ngày 21: 00-22: 00                                |                                         |
| Star Entertainment Kênh Vệ thị Trung văn | Đài Loan                                           | 28 tháng 10 năm 2016 12 tháng 11 năm 2016 | thứ Hai đến thứ Năm 20:00-21:006 thứ Sáu 22:00 – 01:00 |                                         |
| Đông Nam TV                              | Trung Quốc                                         | 17 tháng 11 năm 2016                      | Hàng ngày 19: 30-21: 15                                |                                         |
| ON TV                                    | Đài Loan                                           | 13 tháng 1 năm 2017                       | thứ Hai đến thứ Năm 20:00-22:00                        |                                         |
| TDM Ou Mun                               | Ma Cao                                             | 31 tháng 8 năm 2020                       | thứ Hai đến thứ Năm 20:00-20:55                        | Không phát sóng trực tuyến và xem lại   |

### Rating
| Ngày              | Tập               | Chiết Giang TV CSM52 | Chiết Giang TV CSM52 | Chiết Giang TV CSM52 | Giang Tô TV CSM52 | Giang Tô TV CSM52  | Giang Tô TV CSM52 |
| Ngày              | Tập               | Rating (%)           | Audience share (%)   | Hạng                 | Rating (%)        | Audience share (%) | Hạng              |
| ----------------- | ----------------- | -------------------- | -------------------- | -------------------- | ----------------- | ------------------ | ----------------- |
| 2016.5.31         | 1                 | 1.000                | 2.843                | 3                    | 0.922             | 2.613              | 5                 |
| 2016.6.1          | 2-3               | 0.726                | 2.24                 | 4                    | 0.705             | 2.174              | 5                 |
| 2016.6.2          | 4-5               | 0.747                | 2.25                 | 5                    | 0.839             | 2.523              | 3                 |
| 2016.6.3          | 6-7               | 0.867                | 2.59                 | 4                    | 0.764             | 2.26               | 5                 |
| 2016.6.4          | 8-9               | 1.081                | 3.39                 | 2                    | 0.794             | 2.52               | 3                 |
| 2016.6.5          | 10                | 0.980                | 2.93                 | 2                    | 0.920             | 2.89               | 3                 |
| 2016.6.6          | 11-12             | 0.955                | 2.89                 | 4                    | 1.046             | 3.16               | 3                 |
| 2016.6.7          | 13-14             | 1.052                | 3.20                 | 4                    | 1.124             | 3.42               | 3                 |
| 2016.6.8          | 15-16             | 1.070                | 3.30                 | 3                    | 1.100             | 3.39               | 2                 |
| 2016.6.9          | 17-18             | 0.968                | 3.04                 | 3                    | 1.133             | 3.56               | 2                 |
| 2016.6.10         | 19-20             | 1.092                | 3.33                 | 3                    | 1.092             | 3.30               | 2                 |
| 2016.6.11         | 21-22             | 1.186                | 3.43                 | 2                    | 1.094             | 3.17               | 3                 |
| 2016.6.12         | 23                | 1.202                | 3.58                 | 2                    | 1.200             | 3.56               | 3                 |
| 2016.6.13         | 24-25             | 1.594                | 4.61                 | 3                    | 1.250             | 3.70               | 4                 |
| 2016.6.14         | 26-27             | 1.312                | 3.85                 | 2                    | 1.224             | 3.59               | 3                 |
| 2016.6.15         | 28-29             | 1.405                | 4.23                 | 2                    | 1.245             | 3.74               | 3                 |
| 2016.6.16         | 30-31             | 1.214                | 3.83                 | 2                    | 1.196             | 3.77               | 3                 |
| 2016.6.17         | 32-33             | 1.320                | 4.09                 | 2                    | 1.237             | 3.77               | 3                 |
| 2016.6.18         | 34-35             | 1.162                | 3.81                 | 3                    | 1.464             | 4.50               | 2                 |
| 2016.6.19         | 36                | 1.381                | 4.20                 | 3                    | 1.469             | 4.66               | 2                 |
| 2016.6.20         | 37-38             | 1.597                | 4.93                 | 1                    | 1.555             | 4.49               | 2                 |
| 2016.6.21         | 39-40             | 1.738                | 5.42                 | 1                    | 1.586             | 4.94               | 2                 |
| 2016.6.22         | 41-42             | 1.752                | 5.38                 | 1                    | 1.657             | 5.09               | 2                 |
| Rating trung bình | Rating trung bình | 1.169                | 1.169                | 1.169                | 1.172             | 1.172              | 1.172             |

- Cao nhất Đỏ, Thất nhất Xanh

## Giải thưởng
| Giải                             | Hạng mục                                    | Đề cử                           | Kết quả   | Ghi chú     |
| -------------------------------- | ------------------------------------------- | ------------------------------- | --------- | ----------- |
| Top 10 phim truyền hình quốc gia | Phim xuất sắc nhất                          | Người đàn ông tuyệt vời         | Đoạt giải |             |
| Giải Hoa Đỉnh                    | Đạo diễn xuất sắc nhất                      | Trương Hiểu Ba                  | Đề cử     | [ 4 ] [ 5 ] |
| Giải Hoa Đỉnh                    | Kịch bản xuất sắc nhất                      | Lý Tiêu, Trương Anh Cơ, Vu Miểu | Đoạt giải | [ 4 ] [ 5 ] |
| Giải Hoa Đỉnh                    | Nam diễn viên xuất sắc nhất                 | Tôn Hồng Lôi                    | Đề cử     | [ 4 ] [ 5 ] |
| Giải Hoa Đỉnh                    | Nữ diễn viên xuất sắc nhất – Phim đương đại | Giang Sơ Ảnh                    | Đề cử     | [ 4 ] [ 5 ] |
| Giải Hoa Đỉnh                    | Nam diễn viên phụ xuất sắc nhất             | Vương Diệu Khánh                | Đề cử     | [ 4 ] [ 5 ] |
| Giải Hoa Đỉnh                    | Nữ diễn viên phụ xuất sắc nhất              | Quan Hiểu Đồng                  | Đề cử     | [ 4 ] [ 5 ] |
| Giải Hoa Đỉnh                    | Nam diễn viên mới xuất sắc nhất             | Trương Nghệ Hưng                | Đề cử     | [ 4 ] [ 5 ] |
| Giải Hoa Đỉnh                    | Top 10 phim truyền hình hay nhất            | Người đàn ông tuyệt vời         | Đoạt giải | [ 4 ] [ 5 ] |
| Bạch Ngọc Lan                    | Phim xuất sắc nhất                          | Người đàn ông tuyệt vời         | Đề cử     | [ 6 ]       |
| Bạch Ngọc Lan                    | Nam diễn viên xuất sắc nhất                 | Tôn Hồng Lôi                    | Đề cử     | [ 6 ]       |
| Bạch Ngọc Lan                    | Nữ diễn viên phụ xuất sắc nhất              | Quan Hiểu Đồng                  | Đoạt giải | [ 6 ]       |